# New Day for You
New Day for You – singel Basi z 1987 roku, pochodzący z jej albumu Time and Tide.

## Ogólne informacje
Piosenkę napisali: Basia Trzetrzelewska, Danny White oraz Peter Ross z zespołu Immaculate Fools, a wyprodukowali Danny i Basia. Słowa utworu powstały w oparciu o wiersz, który Ross napisał dla Basi. Utwór był szczególnie popularny w Japonii, gdzie został użyty w reklamie sieci domów handlowych Parco. W czasach Apartheidu w Południowej Afryce piosenkę szeroko przyjęto jako hymn pokoju. Nagranie dotarło do 3. miejsca na Liście przebojów Programu Trzeciego w 1989 roku.

## Teledyski
Do utworu powstały dwa teledyski. Pierwszy został nakręcony w Royal Albert Hall w Londynie i przedstawia Basię z zespołem wykonujących piosenkę na scenie. Drugi teledysk, przeznaczony na rynek amerykański, nakręcił Jon Small. Ta wersja ukazała się na kasecie wideo A New Day w 1990 roku oraz krążku DVD dołączonym do edycji specjalnej albumu It’s That Girl Again w 2009 roku.

## Lista ścieżek
- Singel 7-calowy[7]

A. „New Day for You” – 4:03
B. „Forgive and Forget” – 3:15
- Singel 12-calowy[8]

A. „New Day for You” (Extended Version) – 6:12
B1. „New Day for You” (Instrumental) – 4:56
B2. „Forgive and Forget” – 3:15
- Singel kasetowy[9]

1. „New Day for You”
2. „Freeze Thaw” (Instrumental)

## Pozycje na listach
| Kraj              | Lista              | Najwyższa pozycja |
| ----------------- | ------------------ | ----------------- |
| Holandia          | Single Top 100     | 74                |
| Stany Zjednoczone | Hot 100            | 53                |
| Stany Zjednoczone | Adult Contemporary | 5                 |